# Klaffenbach (Chemnitz)
Klaffenbach, Chemnitz-Klaffenbach – dzielnica miasta Chemnitz w Niemczech, w kraju związkowym Saksonia. 
Znajduje się tu m.in. Wasserschloss Klaffenbach. 